# Manumea
Manumea ist ein osttimoresischer Ort im Suco Maliubu (Verwaltungsamt Bobonaro, Gemeinde Bobonaro). Das Dorf liegt im Nordosten der Aldeia Maliubu, westlich der Überlandstraße von Maliana nach Atsabe, auf einer Meereshöhe von 966 m. Es besteht aus einer kleinen Gruppe einzeln stehender Häuser und Hütten. Eine kleine Straße verbindet Manumea mit der Überlandstraße und dem Nachbardorf Maliubu im Osten.
Südwestlich erhebt sich der Foho Haubole (1021 m). Der Berg schiebt sich in die hundert Meter tiefere Ebene im Westen hinaus, während im Osten das Land in Richtung der Ramelau-Berge weiter ansteigt. Auf der anderen Seite des Berges liegt der Ort Hauboten. Nördlich von Manumea verläuft ein kleiner Zufluss des Marobo.